# Trương Gia Huy
Trương Gia Huy (sinh ngày 2 tháng 12 năm 1968) là một nam diễn viên người Hồng Kông. Anh từng là diễn viên độc quyền của hãng TVB.

## Danh sách phim đã đóng

### Phim truyền hình
Hãng Phim ATV_Ngân Hồ Về Đêm - Silver Tycoon - Vai - Diêu Quốc Nhân
Điêu Hùng Tranh Bịp - Nhất Đen Nhì Đỏ VIII - Who Is Winner 8 - Vai - Dương Ngọc Mai
Ngôi nhà rùng rợn - ATV năm 1995 (phim nhiều phần)
Hãng PhimTVB_Chân Mạng Thiên Sư - Triumph Over Evil 1997 - Vai - Trương Chấn Thiên
Về Với Nhân Gian - A Smiling Ghost Story 1999 - Vai - Phương Chí Long
Trò Chơi May Rủi - Game Of Deceit 1999 - Vai - Dư Trung Chánh
Khoảnh Khắc Tuyệt Vời - Moments Of Endearment 1999 - Vai - Trần Hữu Sung
Bốn Chàng Tài Tử – Legendary Four Aces 2000 - Vai - Đường Bá Hổ
Cảnh Sát Hình Sự - Law Enforcers 2001 - Vai - Chu Gia Vinh
Mong Manh Cuộc Tình - Ups And Downs On The Sea Of Love 2004 - Vai - Điền Vỹ Thần Jason
Đột Phá Cuối Cùng - The Last Breakthrough 2005 - Vai - Vương Phủ Phân Albert
Bí mật của trái tim - Thiên Địa Hào Tình - Secret Of The Heart - 1998 - Vai - Cam Lượng Hoành

### Phim điện ảnh
Trung hoa bịp vương
Vua xui xẻo
Bịp vương 2000
Hắc mã hoàng tử
Đồng mưu
Xin đừng gác máy
Hắc xã hội
Xã hội đen 2
Đại sự kiện
Nhân chứng
Thần bài Macau
Kẻ chỉ điểm
Cuộc chiến á phiện
Lưu vong
Võ đài tranh đấu
Đối đầu
Đại truy bổ
Ma cảnh
Vu lan thần công (phim ma)
Kẻ săn bóng đêm (phim ma)
Sứ mệnh nội gián
Tảo độc
Hắc bạch đạo
Trương Gia Huy cũng lồng tiếng cho các phim nước ngoài và các chương trình truyền hình bằng tiếng Quảng Đông.

### Giải thưởng
02 giải Kim tượng - Nam diễn viên chính xuất sắc nhất: phim Chuộc tội 2009, phim Võ đài tranh đấu.
| Năm  | Tên phim | Vai        | Diễn viên đóng  | Chú thích         |
| ---- | -------- | ---------- | --------------- | ----------------- |
| 2009 | Avatar   | Jake Sully | Sam Worthington | Lead dubbing role |